# Taso (figlio di Anio)
Taso (in greco antico Θάσος) è un personaggio della mitologia greca.

## Mitologia
Taso era uno dei sei figli di Anio e Dorippa.
Morì dilaniato da un branco di cani sull'isola di Delo.